# Fobos (księżyc)
Fobos (też: Phobos, gr. Φόβος ‘strach’) – większy z dwóch księżyców Marsa. Naturalny satelita krążący najbliżej swojej planety (w Układzie Słonecznym). W mitologii greckiej Fobos był synem Aresa (Marsa) i Afrodyty (Wenus).

## Odkrycie

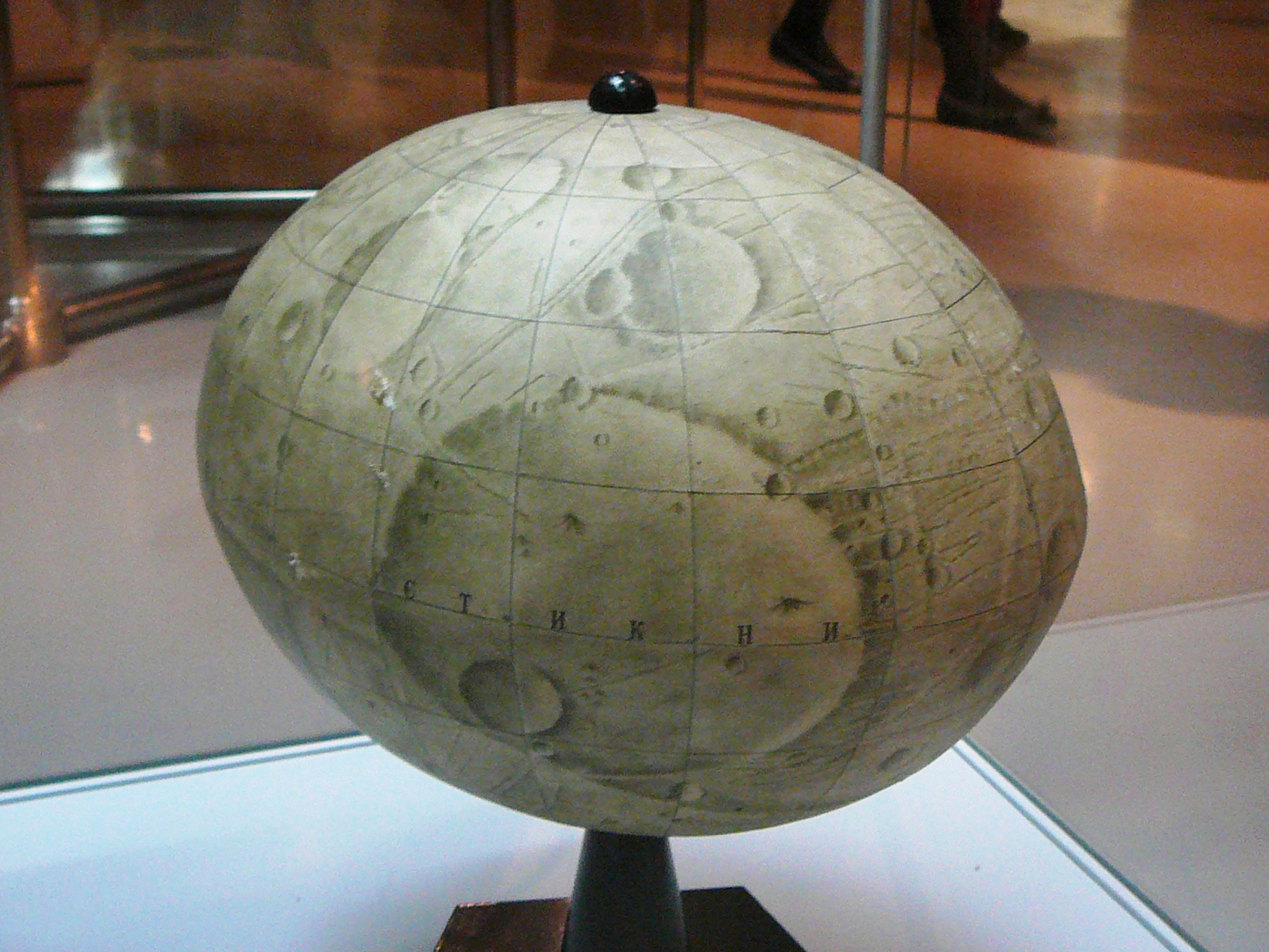
Globus Fobosa w Muzeum Pamięci Kosmonautyki w Moskwie

Fobos został odkryty przez amerykańskiego astronoma Asapha Halla 18 sierpnia 1877 w obserwatorium marynarki wojennej USA (United States Naval Observatory) około godziny 9:14 UTC. Kilka dni wcześniej (12 sierpnia) Asaph Hall odkrył również drugi księżyc Marsa, Deimosa.
Księżyc ten został sfotografowany z bliska przez sondy Mariner 9 (1971), Viking 1 (1977), Fobos 2 (1988), Mars Global Surveyor (1998 i 2003), Mars Express (od 2004) oraz Mars Reconnaissance Orbiter (od 2006).

## Charakterystyka orbity
Promień orbity Fobosa jest mniejszy niż promień orbity synchronicznej, co oznacza, że krąży on szybciej, niż Mars obraca się wokół własnej osi. Dlatego wschodzi na zachodniej stronie marsjańskiego nieba, dość szybko przemieszcza się po niebie i po około 4 godzinach i 15 minutach zachodzi po wschodniej stronie nieba. Wschód i zachód następują mniej więcej dwa razy dziennie, co 11 godzin 6 minut. 
Fobos znajduje się tak blisko powierzchni planety (2,76 promienia Marsa), że nie jest widoczny z powierzchni planety z obszarów okołobiegunowych o współrzędnej szerokości planetograficznej (areograficznej) wyższej niż 70,4°.
Fobos ulegnie zniszczeniu – siły pływowe powodują, że promień orbity stale się zmniejsza (obecnie około 1,8 m na stulecie) i za około 50 milionów lat przekroczy granicę Roche’a. Jego dalszy los może być dwojaki: albo spadnie na powierzchnię Marsa, albo zostanie rozerwany przez siły grawitacyjne planety i utworzy wokół niej pierścień. Obliczenia wskazują, że księżyc zostanie rozerwany po osiągnięciu promienia orbity równego około 8400 km. Siła ciężkości na powierzchni Fobosa różni się w zależności od miejsca o 210% z powodu jego elipsoidalnego kształtu; dodatkowo siły pływowe Marsa powiększają tę różnicę do około 450%.
Mars widziany z Fobosa jest 6400 razy większy (powierzchnia; średnica – 80 razy) i 2500 razy jaśniejszy niż Księżyc w pełni, ze średnicą kątową od 41,9° do 43,2° (prawie 1/4 szerokości półkuli nieba).
Fobos widziany z marsjańskiego równika ma 1/3 średnicy kątowej Księżyca widzianego z Ziemi. Wraz z oddalaniem się od równika jego średnica kątowa wyraźnie zmniejsza się (średnica Marsa jest porównywalna z odległością od księżyca). Średnica kątowa Fobosa zmienia się również w czasie jego wędrówki na niebie – przy wschodzie ma 8′, a zenicie 12′. Dla porównania – Słońce widziane z Marsa ma średnicę kątową 21′.

## Zaćmienie Fobosa
Bardzo częstym zjawiskiem na marsjańskim niebie są zaćmienia Fobosa przez cień Marsa. W ciągu tamtejszego roku, który trwa prawie 687 ziemskich dni, ma miejsce około 1300 zaćmień Fobosa. Zaćmienie może trwać najwyżej godzinę.
W 1972 za pośrednictwem Marinera 9 otrzymano fotografię eliptycznego cienia Fobosa, przesuwającego się po powierzchni Marsa. Obserwator znajdujący się w pośrodku tego cienia widziałby pierścieniowe zaćmienie Słońca.

## Właściwości fizyczne

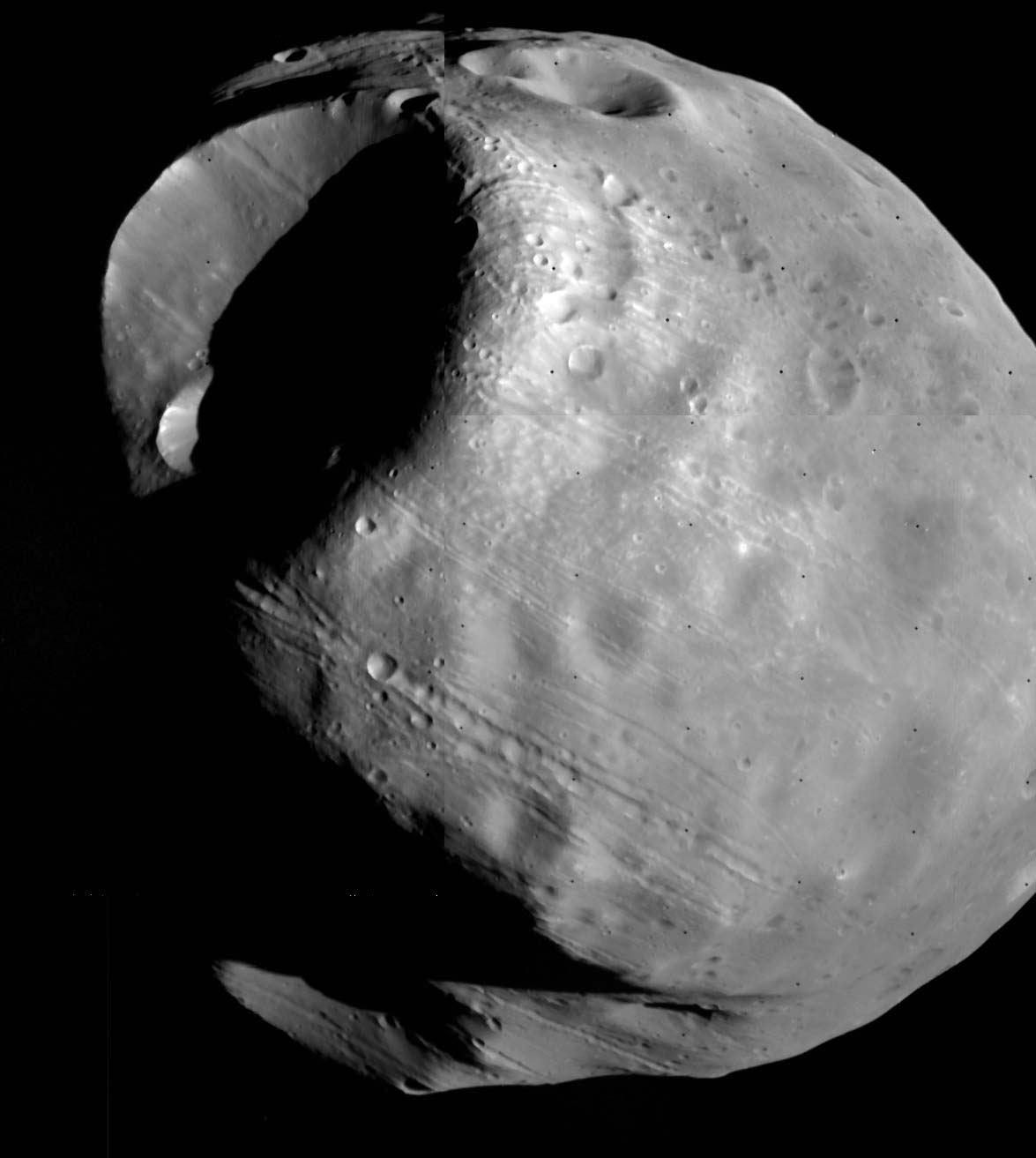
Fobos sfotografowany przez sondę Viking 1

Fobos jest ciemnym obiektem, który wydaje się być złożony z materiału podobnego, jak asteroidy typu C (ciemne chondryty węgliste) występujące w zewnętrznym pasie asteroid. Jednak jego niska gęstość wskazuje, że nie składa się on z samych skał – prawdopodobnie jest mieszaniną skał i lodu. Mogłaby na to wskazywać również słaba, lecz ciągła emisja gazu odkryta przez rosyjską sondę Fobos 2. Sonda uległa awarii zanim zdołała ustalić skład gazu, ale prawdopodobnie jest nim para wodna. Najnowsze fotografie zrobione przez Mars Global Surveyor pokazują, że powierzchnia Fobosa jest pokryta około metrową warstwą drobnego pyłu, podobnego do regolitu pokrywającego Księżyc.
Powierzchnia Fobosa jest pokryta kraterami. Najbardziej wyraźnym utworem jest duży krater Stickney o średnicy 10 km, nazwany na cześć żony odkrywcy Fobosa, Angeline Stickney. Uderzenie, które spowodowało powstanie krateru, musiało prawie rozerwać niewielki księżyc (podobnie jak w przypadku księżyca Saturna Mimasa i krateru Herschel) oraz prawdopodobnie było przyczyną powstania widocznych rowów i smug. Rowy te mają typowo głębokość do 30 m, 100–200 m szerokości i długość do 20 km.
Fobos jest powszechnie uważany za planetoidę przechwyconą przez Marsa. Niektórzy sugerują, że może on nawet pochodzić nie z głównego pasa planetoid, ale z zewnętrznych rejonów Układu Słonecznego. Najnowsze badania jak i współpłaszczyznowość orbity Fobosa, Deimosa i rotacji Marsa sugerują, że księżyce te powstały wskutek impaktu większego ciała z Marsem.

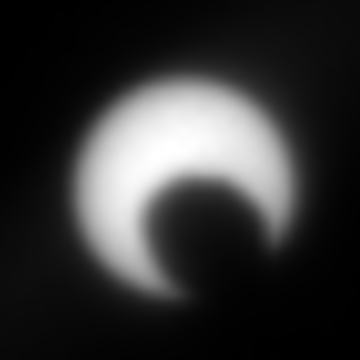
Fobos na tle tarczy słonecznej, sonda Opportunity

## Kratery na Fobosie
Kratery na powierzchni Fobosa noszą nazwy związane z postaciami Podróży Guliwera Jonathana Swifta lub też zostały nazwane od astronomów związanych z tym księżycem.
| Krater    | Pochodzenie nazwy                    | Koordynaty   |
| --------- | ------------------------------------ | ------------ |
| Clustril  | postać z Podróży Guliwera            | 60°N 91°W    |
| D’Arrest  | Heinrich Louis d’Arrest, astronom    | 39°S 179°W   |
| Drunlo    | postać z Podróży Guliwera            | 36,5°N 92°W  |
| Flimnap   | postać z Podróży Guliwera            | 60°N 350°W   |
| Grildrig  | postać z Podróży Guliwera            | 81°N 195°W   |
| Gulliver  | główny bohater Podróży Guliwera      | 62°N 163°W   |
| Hall      | Asaph Hall, odkrywca Fobosa          | 80°S 210°W   |
| Limtoc    | postać z Podróży Guliwera            | 11°S 54°W    |
| Reldresal | postać z Podróży Guliwera            | 41°N 39°W    |
| Roche     | Édouard Roche, astronom              | 53°N 183°W   |
| Sharpless | Bevan Sharpless, astronom            | 27,5°S 154°W |
| Skyresh   | postać z Podróży Guliwera            | 52,5°N 320°W |
| Stickney  | Angeline Stickney, żona Asapha Halla | 1°N 49°W     |
| Todd      | David Peck Todd, astronom            | 9°S 153°W    |
| Wendell   | Oliver Wendell, astronom             | 1°S 132°W    |

Na powierzchni Fobosa znajduje się również Kepler Dorsum, grzbiet, którego nazwa pochodzi od Jana Keplera (1571–1630), astronoma niemieckiego.